# 19 (film)
19 è un film del 2000 diretto da Kazushi Watanabe.

## Trama
Uno studente universitario viene rapito da un giovane uomo. Con il passare del tempo farà amicizia con il suo rapitore e finirà per diventarne il complice.

## Distribuzione
Il film ha partecipato a diversi festival cinematografici, tra i quali il Sarajevo Film Festival, il Toronto International Film Festival e il Singapore International Film Festival. Nel 2002 è stato proiettato in oltre 80 sale europee, in paesi come la Germania e la Danimarca.

## Premi e riconoscimenti
- 2002 - Sarajevo Film Festival
  - Miglior regista esordiente a Kazushi Watanabe[6]